# Фріц Воссідло
Фріц Воссідло (нім. Fritz Wossidlo; 4 серпня 1877 — 9 вересня 1942) — німецький офіцер, контрадмірал запасу рейхсмаріне.

## Біографія
16 квітня 1894 року вступив на флот. З жовтня 1898 року служив на броньованому фрегаті «Баден», потім до жовтня 1899 року був членом ходової випробувальної команди на лінкорі «Імператор Фрідріх III». З 1909 року — командир 1-ї роти морського артилерійського дивізіону «Цзяочжоу». З жовтня 1911 року протягом року командував станційним кораблем «Лорелей», який діяв у турецьких водах. Після цього до серпня 1914 року служив 1-м офіцером на кораблі «Король Вільгельм».
До вересня 1915 року — командувач військами в Дарданеллах і комендант портового форту Анадолу-Гамідіє, потім — комендант укріплень Босфору. З 16 квітня 1918 року — уповноважений офіцер Адміралштабу при групі армій «Йилдирим». 20 вересня 1918 року посада Воссідло була розформована, а він сам був призначений керівником військово-морських дирижаблів і займав цю посаду до кінця Першої світової війни.
5 лютого 1920 року прийнятий в рейхсмаріне. З 1 квітня 1921 по 1 жовтня 1923 року — комендант Свінемюнде. 31 грудня 1923 року звільнений у відставку.

## Нагороди
- Столітня медаль (22 березня 1897)
- Орден Корони (Пруссія) 4-го класу з мечами (8 листопада 1904)
- Медаль «За кампанію в Південно-Західній Африці» в бронзі
- Хрест «За вислугу років» (Пруссія) (25 років)
- Колоніальна медаль із застібкою «Венесуела 1902/03»
- Орден Червоного орла 4-го класу (12 січня 1913)
- Орден Меджида 3-го класу (Османська імперія; 8 березня 1913)
- Срібна медаль «Імтіяз» з шаблями (Османська імперія; 19 березня 1915)
- Залізний хрест
  - 2-го класу (26 березня 1915)
  - 1-го класу
- Почесний хрест ветерана війни з мечами